# Aleksandr Siewidow
Aleksandr Aleksandrowicz Siewidow (ros. Александр Александрович Севидов; ur. 5 września 1921 w Moskwie, zm. 15 kwietnia 1992 tamże) – rosyjski piłkarz, grający na pozycji napastnika, trener piłkarski.

## Kariera piłkarska

### Kariera klubowa
W 1936 rozpoczął karierę piłkarską w moskiewskiej drużynie Start Moskwa. W 1939 został piłkarzem Dinama Kazań, skąd w następnym roku przeszedł do Piszczewika Moskwa. W 1941 debiutował w najwyższej lidze w Dynamie Mińsk. Podczas Wielkiej Wojny Ojczyźnianej bronił barw Krylji Sowietow Moskwa. W 1946 przeniósł się do Torpeda Moskwa. 23 maja 1946 w meczu z Dinamem Leningrad obrońca leningradskiej drużyny Arkadij Ałow ciężko kontuzjował Siewidowi nogę, po czym piłkarz w wieku 25 lat był zmuszony zakończyć karierę piłkarską, chociaż do 1948 był na liście piłkarzy Torpeda Moskwa, a w 1949-1950 w składzie Lokomotiwa Moskwa. Przeniósł wiele operacji i rehabilitacji, ale już nie powrócił na boisko piłkarskie.

## Kariera trenerska
W 1950 ukończył Centralny Państwowy Instytut Kultury Fizycznej w Moskwie i rozpoczął karierę trenerską. Najpierw pracował z piłkarską drużyną miasta Stupino, z którą w 1954 zdobył mistrzostwo Rosyjskiej FSRR oraz awans do Klasy B Mistrzostw ZSRR. Od 1958 do sierpnia 1960 trenował klub Moldova Kiszyniów, w którym debiutował jego syn Jurij Siewidow. W 1961 powrócił do Moskwy, gdzie został pracować z juniorami w FSzM Moskwa. W 1962 objął stanowisko głównego trenera oraz dyrektora w klubie Bełaruś/Dynama Mińsk, który w następnym roku zmienił nazwę na Dynama Mińsk. W 1970 trenował Kajrat Ałma-Ata, dzięki jemu klub powrócił do Wyższej Ligi. W 1971 został zaproszony do Dynama Kijów, zdobywając z  nim kolejno mistrzostwo i dwa razy wicemistrzostwo ZSRR. Po przegranym meczu finałowym o Puchar ZSRR 1973 został zwolniony. Potem powrócił do Moskwy, gdzie z przerwami pracował w klubach FSzM Moskwa, Dinamo Moskwa i Lokomotiw Moskwa. W 1987 prowadził Neftçi PFK, a od kwietnia 1989 do czerwca 1990 Rotor Wołgograd. Od końca 1991 do początku 1992 konsultował Spartak Władykaukaz. Zmarł 15 kwietnia 1992 w Moskwie przez chorobę nowotworową. Pochowany na Cmentarzu Domodiedowskim w Moskwie.

## Sukcesy i odznaczenia

### Sukcesy trenerskie
- mistrz ZSRR: 1971, 1976 (wiosna)
- wicemistrz ZSRR: 1972, 1973
- brązowy medalista Mistrzostw ZSRR: 1963, 1975
- zdobywca Pucharu ZSRR: 1977, 1984
- finalista Pucharu ZSRR: 1965, 1973
- zdobywca Pucharu sezonu ZSRR: 1977
- półfinalista Pucharu Zdobywców Pucharów: 1978, 1985
- mistrz Pierwszej ligi ZSRR: 1970
- mistrz Rosyjskiej FSRR: 1954

### Odznaczenia
- nagrodzony tytułem Mistrza Sportu ZSRR: 1957
- nagrodzony tytułem Zasłużonego Trenera ZSRR: 1968
- nagrodzony tytułem Zasłużonego Trenera Białoruskiej SRR: 1968
- nagrodzony Orderem „Znak Honoru”: 1968